# Железопътна катастрофа в Бук
Железопътната катастрофа в Бук се случва в село Бук, Южна Македония (днес с. Паранести в дем Бук, ном Драма, област Източна Македония и Тракия, Гърция) на 11 май 1913 г.

## Описание
Произшествието става само 6 дни преди сключването на мирен договор за прекратяване на Първата балканска война, когато град Драма и неговите околности за кратко принадлежат на България. Днес регионът е в Гърция.
Български военен влак се движи по железопътната линия по маршрут Солун – Дедеагач – Мустафа паша в състав от 30 вагона. Докато влакът изкачва хълм, се скъсва съединител след 5-ия вагон, в резултат от което 25 вагона тръгват обратно надолу по склона. В село Бук те се сблъскват с 28 вагона от друг военен влак.
В резултат от сблъсъка на 53-те вагона загиват 150 души, а други 200 души са ранени.